# 三上もえ
三上 もえ（みかみ もえ、2月2日 - ）は、日本のグラビアアイドル。大阪府出身。

## 経歴
看護師や撮影会モデルを経て2022年にグラビアデビュー。イメージDVDでは『看護師からグラドルへ』よりR18要素を解禁、1st写真集となる『Pulse』ではヘアヌードを解禁するなど、美へのフォーカスが初期から色濃く出ているグラドルである。

## 人物
- 趣味：健康オタク - グラビア活動の一方、ボディコンテンストへ出場するなど美の追求を貪欲に行っている。また、健康オタクを自負している面もありSNS上で定期的に発信を行っている。ダイエット検定1級の資格[2]も所持。

## 作品

### イメージビデオ
- MOEべっぴん
- 看護師からグラドルへ[3]
- 生まれたままの姿[4]
- 美神[5]

### イメージ作品(配信のみ)
- Precious nude[6]

## 写真集

### 電子写真集
- +Love
- 濃艶
- 濡艶
- 絶対的競泳水着
- 秘書と温泉に行ったら同室だった
- 僕の彼女

### 写真集
- Pulse[7]